# Anna van Mecklenburg-Schwerin
Anna van Mecklenburg-Schwerin (Plau am See, 14 september 1485 – Rödelheim, 5 of 12 mei 1525) was prinses van Mecklenburg. Zij was een dochter van hertog Magnus II van Mecklenburg-Güstrow en diens echtgenote Sophie van Pommeren-Wolgast.
Voor de eerste maal huwde zij op 20 oktober 1500 te Kassel met landgraaf Willem II van Hessen (1468 – 1509). Uit dit huwelijk werden drie kinderen geboren:
- Elisabeth (Marburg, 4 maart 1502 – Schmalkalden, 6 december 1557); ∞ (Kassel 20 mei 1519) Johan van Saksen (Dresden, 24 augustus 1498 – aldaar, 11 januari 1537), erfprins van Saksen
- Magdalena (Rheinfels, 18 juli 1503 – Marburg, september 1504)
- Filips I van Hessen (1504 – 1567), landgraaf van Hessen 1509-1567

Van 1509 tot 1518 was zij regentes van Hessen voor haar minderjarige zoon.
Op 7 september 1519 huwde zij voor een tweede keer met graaf Otto van Solms-Braunfels (1495 – 1522). Uit dit huwelijk werden eveneens drie kinderen geboren:
- Maria (1520 – 1522)
- Frederik Magnus (1 oktober 1521 – Laubach, 13 januari 1561), graaf van Solms-Laubach-Sonnenwalde
- Anna (12 november 1522 – Neuenstein, 9 mei 1594); ∞ (Römhild, 11 november 1540) graaf Lodewijk Casimir van Hohenlohe-Neuenstein (1517 – 1568)

Anna van Mecklenburg werd begraven te Marburg.